# Free Spirit
Free Spirit är Ken Hensleys tredje soloalbum (under eget namn) från 1980. Som på alla sina soloskivor spelade Hensley de flesta instrumenten utom bas och trummor på skivan. Han har även producerat den med hjälp av John Gallen.
Skivan spelades in kort tid efter att Hensley lämnat Uriah Heep på grund av "musikalisk och artistisk oenighet" (eng. musical and artistical differences) samma år. På skivan medverkar många av Hensleys vänner inom musikbranschen såsom Deep Purples Ian Paice (trummor), The Whos Kenny Jones (trummor) och Heeps basist Trevor Bolder (bas), som även medverkat på David Bowies skiva The Rise and Fall of Ziggy Stardust and the Spiders from Mars. Övriga medverkande är Jim Toomey (trummor), Denny Ball (bas), Geoff Allan (trummor), Gary Taylor (bas) och Mark Clarke (bas).
Skivan fick ingen framgång och Hensley flyttade till USA för att gå med i bandet Blackfoot, för vilka han medverkade på skivorna Sieco och Vertical Smiles.

## Låtlista
Samtliga låtar skrivna av Ken Hensley, om annat inte anges.
1. "Inside the Mystery" (Jack Williams) - 4:39
2. "New York" - 2:25
3. "The System" - 2:34
4. "When" - 3:48
5. "No More" - 4:38
6. "Brown Eyed Boy" - 4:05
7. "Do You Feel Alright" - 2:52
8. "Telephone" - 3:11
9. "Woman" - 3:23
10. "New Routine" - 3:27